# オリガ・ビリュコワ
オリガ・ビリュコワ（Бирюкова, Ольга Николаевна、1994年9月19日 - ）は、ロシアの女子バレーボール選手。ロシア代表。

## 来歴
1994年、モスクワ出身。2011年にディナモ・カザンに入団しバレーボール選手としてのキャリアをスタートさせる。2013年にジュニア代表として、チェコで開催されたU20世界選手権に出場した。2015年にシニア代表に初選出されると、同年7月のワールドグランプリでは銀メダルを獲得した。2015/16シーズンにカザフスタンリーグのAltay VCに移籍し、リーグ優勝に貢献した。2018年に代表へ復帰し、ネーションズリーグと世界選手権に出場した。

## 球歴
- 世界選手権 - 2018年
- ネーションズリーグ - 2018年
- ワールドグランプリ - 2015年

## 所属クラブ
- ディナモ・カザン（2011-2014年）
- VK Voronej（2014-2015年）
- Altay VC（2015-2016年）
- ディナモ・カザン（2016-2017年）
- ベシクタシュ（2017-2018年）
- ザレチエ・オジンツォボ（2018-2019年）
- ディナモ・カザン（2019-2021年）
- Mert Grup Sigorta（2021-2022年）
- Dinamo-Metar（2022-2024年）
- ザレチエ・オジンツォボ（2024-）